# خوسيه ماريا أثنار
خوسيه ماريا أثنار (بالإسبانية: José María Aznar)‏ (25 فبراير 1953 -)، رئيس وزراء إسبانيا بالفترة من عام 1996 إلى عام 2004. خسر الانتخابات في عام 2004 أمام مرشح الحزب الاشتراكي خوسيه لويس ثباتيرو. تميزت سياسات أسبانيا في عهده بقربها من السياسات الأمريكية. أثار تصريحه بطلبه من المسلمين (المغاربة) الاعتذار عن احتلال أسبانيا العديد من ردود الفعل الغاضبة في أوساط المسلمين.

## اراءه عن إسرائيل
عام 2010 انشا ازنار «مبادرة أصدقاء إسرائيل» والتي تهدف إلى «مناهضة محاولات نزع الشرعية عن دولة إسرائيل وحقها في العيش بسلام وحقها في الدفاع عنها».
وتعليقا على حادثة المافي مرمرة، قال ازنار عام 2010 ان على العالم ان يدافع عن إسرائيل واضاف «ادعموا إسرائيل: فإذا ما سقطت سقطتنا جميعًا». وانتقد تركيا لانها وضعت إسرائيل بين جمر وجليد.

## من مؤلفاته
- ثماني سنوات من الحكم نظرة شخصية لإسبانيا (2005)
- إسبانيا التي أؤمن بها (1995)
- رسائل إلى شاب إسباني (2007)
- إسبانيا يمكنها الخروج من الأزمة (2009)
- مذكرات 1 (2012)، ومذكرات 2 التزام السلطة (2013).

## روابط خارجية
- خوسيه ماريا أثنار على موقع IMDb (الإنجليزية)
- خوسيه ماريا أثنار على موقع الموسوعة البريطانية (الإنجليزية)
- خوسيه ماريا أثنار على موقع مونزينجر (الألمانية)
- خوسيه ماريا أثنار على موقع إن إن دي بي (الإنجليزية)
- خوسيه ماريا أثنار على موقع قاعدة بيانات الفيلم (الإنجليزية)